# Tales of Djungarian Hamster
Tales of Djungarian Hamster (じゃんがりあん物語 Jangarian Monagatari?) es un videojuego de simulación de mascotas de 2021 producido por Success Corporation para Nintendo Switch. El juego se basa en hámsters y el objetivo es criar un hámster y jugar con ellos para ganar puntos para crear nuevos hámsteres. El juego presenta más de 30 tipos de hámsters djungarianos con diferentes colores y personalidades, incluidos colores de pelaje inusuales. Acariciar a un hámster suma "Puntos de amistad" que luego se pueden usar para emparejar a los animales, lo que hace que nazcan nuevos hámsters que incorporen ciertas características de sus padres. El jugador también puede crear e intercambiar jaulas personalizadas para ellos.

## Lanzamiento
El juego se lanzó el 20 de mayo de 2021 en todo el mundo en la Nintendo eShop y tuvo una copia física de producción limitada con otros artículos en Japón.  Tales of Djungarian Hamster se convirtió en un éxito y llevó a Success a formar un departamento en su estudio de desarrollo específicamente para juegos con temática de hámster. Se lanzaron varios DLC para ellos; el 30 de noviembre de 2023, Success lanzó una edición de lujo con los cuatro paquetes DLC incluidos lanzados como Jangarian Monogatari Derakkuchu en Japón. 

## Recepción
Famitsu otorgó al videojuego una puntuación de 27 sobre 40.